# BHStB IIIb4
Die Reihe IIIb4 waren Klose-Stütztenderlokomotiven der Bauart Abt mit drei Kuppelachsen für Adhäsions- und Zahnradantrieb in Bosnischer Spurweite der Bosnisch-Herzegowinischen Staatsbahnen (BHStB). Bei den Jugoslawischen Eisenbahnen (JDŽ, später JŽ) wurden sie ab 1933 als Baureihe 195 bezeichnet.

## Geschichte

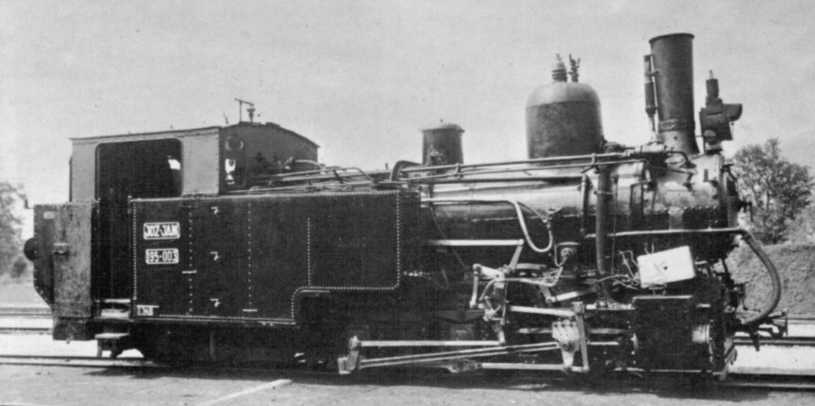
Bei den Jugoslawischen Eisenbahnen wurde die Baureihe als JDŽ 195 bezeichnet.

Die Erschließung des von hohen Gebirgen, tiefen Schluchten und Trockengebieten durchzogenen Landes stellte die Bosnisch-Herzegowinische Staatsbahn (BHStB) vor schwer zu überwindende Hindernisse. Die Narentabahn von Sarajevo über den Ivanpass an die Adria und später die Strecke von Lašva über den Komarpass nach Bugojno wurden mit Hilfe von Zahnradbahnen realisiert.
Für die Zugförderung auf dem teilweise mit Abt’schen Zahnstangen ausgestatteten Abschnitt Pazarić–Konjic beschafften die BHStB bei der Lokomotivfabrik Floridsdorf in Wien acht Nassdampflokomotiven für gemischten Adhäsions- und Zahnradantrieb. Die Konstruktion der Maschinen erfolgte unter Mitwirkung von Roman Abt, dem Erfinder des gleichnamigen Zahnstangensystems. Die Lokomotiven wurden im Jahr 1890 dem Betrieb übergeben und am 1. August 1891 wurde dann der Abschnitt Sarajevo–Konjic eröffnet.
Das Pflichtenheft verlangte auf Adhäsions- und Zahnstangenstrecken eine Anhängelast von 110 Tonnen in einer Steigung von 35 ‰ (auf dem Abschnitt Pazarić–Tarčin) bei einer Geschwindigkeit von 9 km/h. Auf der bis zu 60 ‰ steilen Bergstrecke über den Ivanpass beförderten die Lokomotiven eine Anhängelast von 60 Tonnen mit einer Geschwindigkeit von 8 bis 8 ½ km/h. Züge mit einer Last von bis zu 110 Tonnen wurden entweder mit einer zusätzlichen Schiebelokomotive bespannt oder geteilt.
Bei dem anfänglich geringen Verkehr blieben die Zahnradlokomotiven von Sarajevo bis Konjic durchgehend am Zug, später wurde teilweise auch erst in Pazarić am Ende der Adhäsionsstrecke der Lokwechsel durchgeführt. Dort gab es auch ein kleines Heizhaus mit Drehscheibe für die Nachschiebelokomotiven. In Konjic bestand ein großes Heizhaus für die dort stationierten Lokomotiven beider Betriebsabschnitte.
Als Nachfolgerin der Reihe IIIb4 wurde von 1894 bis 1919 die Baureihe IIIc5 mit deutlich größerem Kessel, verstärktem Zahnradtriebwerk und zweiachsigem Stütztender beschafft. Die IIIb4 wurden nun auf der 1895 eröffneten Zahnradbahn Travnik–Donji Vakuf über den Komarpass eingesetzt, die mit 45 ‰ weniger steil war als die Narentabahn. 1931 und 1935 wurden zwischen Bradina und Pazarić einige Linienverbesserungen hergestellt und es verblieb dort nur noch der Abschnitt Bradina–Konjic mit Zahnradbetrieb. Infolgedessen sank der Bedarf an Lokomotiven und bis 1939 wurden alle verschrottet, so dass keine der acht Lokomotiven der Reihe IIIb4 erhalten blieb.

## Technische Merkmale

### Adhäsions- und Zahnradantrieb

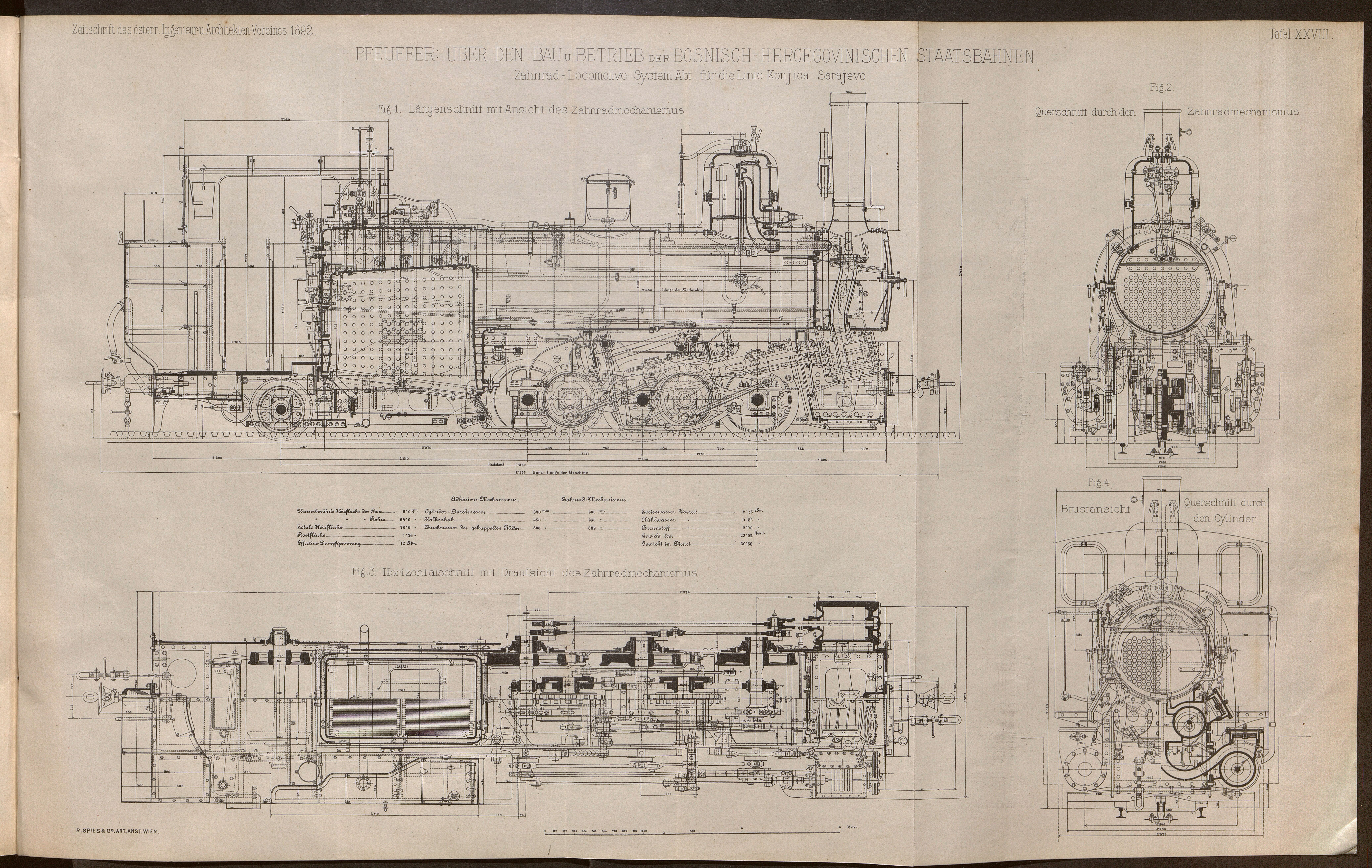
Typenskizze der Baureihe IIIb4

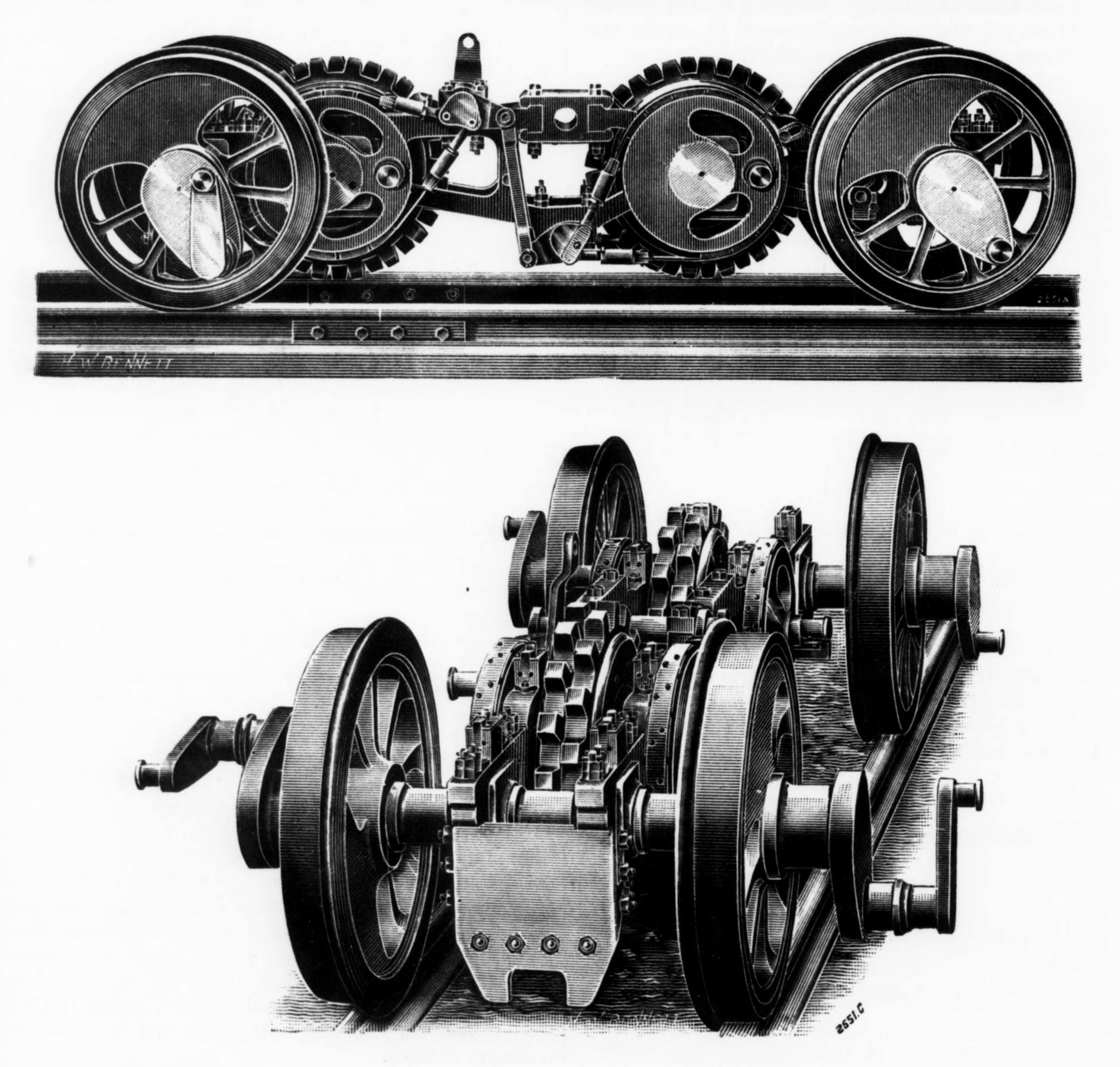
Zahnradwagen der IIIb4

Die große Schwierigkeit bei der Konstruktion der Reihe IIIb4 bestand im geringen Raum von nur 690 mm Breite zwischen den in einem Außenrahmen fest gelagerten Adhäsionsrädern zur Unterbringung des Zahnradantriebs. Die Maschinen waren nebst dem Adhäsionsantrieb mit einem vollständig getrennten Triebwerk für Zahnstangenstrecken ausgestattet. Auf den Zahnstangenabschnitten arbeiteten die beiden Antriebe gleichzeitig, dadurch wurde die Belastung der Zahnstange verringert. Auf Adhäsionsstrecken war der Zahnradantrieb stillgesetzt.
Der Adhäsionsantrieb erfolgte von den außerhalb des Rahmens angeordneten Zylindern mit einfacher Dampfdehnung auf die dritte Achse als Treibachse, welche mit der ersten und zweiten Achse mittels Hallscher Kurbeln und Kuppelstangen verbunden war. Die außenliegende Steuerung des Adhäsionsantriebs war nach dem System Heusinger konstruiert.
Die Innenzylinder waren innerhalb des Lokomotivrahmens untereinander verschraubt und bildeten gleichzeitig die Verbindung der beiden Rahmenbleche sowie das vordere Auflager für den Langkessel. Die zwei Innenzylinder trieben über einen Doppel-Kreuzkopf, Treibstangen und Kurbelscheiben die beiden zweiteiligen Triebzahnräder an, die in die zweilamellige Abt-Zahnstange eingriffen. Der Antrieb befand sich innerhalb des Lokomotivrahmens und war von außen kaum sichtbar.
Die innenliegende Steuerung des Zahnradantriebs war wegen der beengten Raumverhältnisse nach dem System Joy ausgeführt. Dabei wurde die Bewegung von der Treibstange der rückwärtigen Zahnradachse abgeleitet und über eine Zwischenwelle nach außen auf die Schieber übertragen. Die Schieberkästen waren an den Zylindern seitlich außen über dem Rahmen angeordnet und so wie die Schieberkästen des Adhäsionsantriebs über abnehmbare Zylinderdeckel leicht zugänglich.
Die beiden Zahnradachsen zwischen der ersten und zweiten sowie zwischen der zweiten und dritten Adhäsionsachse waren in einem Tragrahmen angeordnet, der seinerseits auf der ersten und dritten Treibachse gelagert war. Der Abstand der beiden Zahnradachsen betrug dabei 1170 mm, also 9,75 Teilungen der Abt’schen Zahnstange. In Verbindung mit den um eine halbe Teilung versetzten Zahnstangen ergab sich also alle 30 mm ein voller Zahneingriff. Die Aufhängung des Zahnradgestelles auf den Adhäsionsachsen verhinderte eine Beeinträchtigung des Zahnstangeneingriffs durch die Federbewegungen des Lokomotivrahmens. 
Um auch den Einfluss der Radreifenabnutzung auf den Zahneingriff auszuschalten, waren die Zahnradachsen mittels Distanzplatten im Tragrahmen verstellbar, so dass bei fortschreitender Abnutzung die Zahnräder wieder in den richtigen Eingriff gebracht werden konnten. Die beiden Zahnkränze der Triebzahnräder waren durch Mitnehmerfedern miteinander verbunden, um auch bei Ungenauigkeiten der Zahnstange den Zahndruck gleichmäßig auf die beiden Lamellen der Abt’schen Zahnstange zu verteilen.
Die Füllungssteuerung der Adhäsions- und Zahnradzylinder erfolgte über zwei getrennte, voneinander unabhängige Steuerspindeln. Auch für die Dampfleitungen zu den inneren und äußeren Zylinderpaaren waren getrennte Regulatoren mit den entsprechenden Handhebeln im Führerstand vorhanden. Eine von der Schieberstange der inneren Steuerung angetriebene farbige Scheibe zeigte die Drehzahl der Treibzahnräder an, um dem Lokomotivführer die Einfahrt in die Zahnstange zu erleichtern.

### Bremsen und weitere Einrichtung
Die Lokomotiven besaßen für den sicheren Betrieb, speziell auf der Zahnstangenstrecke, fünf verschiedene Bremssysteme:
- Eine auf die zweite und dritte Adhäsionsachse wirkende mechanische Bremse, die mit Handkurbel und Spindel im Heizerstand angezogen wurde.
- Auf die mit keilförmigen Nuten gefertigten Kurbelscheiben der Zahnradachsen wirkende Bandbremsen, die ebenfalls mittels Handkurbel und Spindel vom Führerstand aus betätigt wurden.
- Gegendruckbremse für die Adhäsionszylinder und
- Gegendruckbremse für die Zahnradzylinder. Die beiden Gegendruckbremsen wurden auf der Talfahrt als verschleißfreie Betriebsbremse eingesetzt. In einem separaten Wasserbehälter befanden sich 350 Liter Wasser, die zur Kühlung der Zylinder eingespritzt wurden.
- Vakuumbremse System Hardy, die auf die Achse des Stütztenders und die Räder der angehängten Wagen wirkte.

Zudem waren die Maschinen mit der Einrichtung zur Dampfheizung der Wagen und einem Geschwindigkeitsmesser System Klose ausgestattet. Die Kesselspeisung erfolgt mit saugenden Injektoren System Friedmann. Zur Beobachtung des Wasserstandes im Kessel dienten zwei seitlich am Langkessel angebrachte Schaugläser, deren Hähne vom Führerstand aus bedient wurden. Dies war wegen dem stark schwankenden Wasserstand in den wechselnden Steigungen und Gefällen notwendig. Für einen sicheren Wasserstand im Gefälle war die Stehkesseldecke außerdem nach hinten abfallend gebaut. Eine vom Führerstand bedienbare Schmierpumpe System Kernaul versorgte Kolben und Schieber mit Öl. Bei der Anordnung der mehr als 50 Handgriffe am Führerstand mussten die Seitenbewegungen des Stütztenders berücksichtigt werden. Die Bedienelemente für den Zahnradantrieb waren mit einem kleinen Wulst versehen, um sie auch in den rauchgeplagten Tunnels unterscheiden zu können.
Die beidseitigen Wasserkästen, das Führerhaus und der rückwärtige Kohlekasten waren auf dem beweglichen Klose-Stütztender aufgebaut. Die Laufachse des Klose-Stütztenders konnte sich radial einstellen und ermöglichte eine gute Kurvenbeweglichkeit auch in den kleinsten Radien von 80 Metern. Der Stütztender war mit dem Lokomotivrahmen vor dem Stehkessel gekuppelt. Das auf die Laufachse abgestützte Gewicht der Lokomotive wurde unmittelbar hinter dem Stehkessel mit Evolutfedern auf den Stütztender übertragen. Keilplatten erleichterten am Ende eines Gleisbogens die Rückführung des Stütztenders in die Mittelstellung.

## Lokomotivliste
| Hersteller  | Fabriks- Nummer | Baujahr | BHStB-Nr. bis 1895 | BHStB-Nr. BHLB-Nr. SHS-Nr. | JDŽ-Nr. ab 1933 |
| ----------- | --------------- | ------- | ------------------ | -------------------------- | --------------- |
| Floridsdorf | 739             | 1890    | IIIb4 41           | IIIb4 601                  |                 |
| Floridsdorf | 740             | 1890    | IIIb4 42           | IIIb4 602                  | 195-002         |
| Floridsdorf | 741             | 1890    | IIIb4 43           | IIIb4 603                  |                 |
| Floridsdorf | 742             | 1890    | IIIb4 44           | IIIb4 604                  | 195-004         |
| Floridsdorf | 743             | 1890    | IIIb4 45           | IIIb4 605                  | 195-005         |
| Floridsdorf | 744             | 1890    | IIIb4 46           | IIIb4 606                  | 195-006         |
| Floridsdorf | 745             | 1890    | IIIb4 47           | IIIb4 607                  | 195-003         |
| Floridsdorf | 746             | 1890    | IIIb4 48           | IIIb4 608                  | 195-001         |

| Bahngesellschaft                                      | Bahngesellschaft                              | Zeitraum      |
| ----------------------------------------------------- | --------------------------------------------- | ------------- |
| BHStB                                                 | Bosnisch-Herzegowinische Staatsbahn           | 1884 bis 1895 |
| BHStB                                                 | Bosnisch-Herzegowinische Staatsbahnen         | 1895 bis 1908 |
| BHLB                                                  | Bosnisch-Herzegowinische Landesbahnen         | 1908 bis 1918 |
| SHS                                                   | Železnice Kraljevine Srba, Hrvata i Slovenaca | 1918 bis 1929 |
| JDŽ                                                   | Jugoslovenske Državne Železnice               | 1929 bis 1954 |
| HDŽ                                                   | Hrvatske Državne Železnice                    | 1941 bis 1945 |
| JŽ                                                    | Jugoslovenske Železnice                       | 1954 bis 1991 |
| Die Umzeichnung von SHS auf JDŽ fand erst 1933 statt. |                                               |               |

## Trivia
Zumindest auf einem einzigen Werksfoto der Wiener Lokomotivfabrik Floridsdorf erscheint die Baureihenbezeichnung mit IIIa falsch angegeben. Siehe dazu das Foto ganz oben rechts. 